# Леондор, Григорий Евсеевич
Григорий Евсеевич Леондор (1894—1959) — советский актёр театра и режиссёр.

## Биография
Родился 13 августа 1894 года в Ростове-на-Дону в еврейской семье.
Первоначальное образование получил в гимназии. C 1913 года учился на юридическом факультете Харьковского университета, но после второго курса оставил его и дебютировал в 1915 году на сцене. В 1916 году вступил в труппу Харьковского театра миниатюр, в 1917—1918 годах работал в Харьковской труппе Н. Н. Синельникова.
После Октябрьской революции, в 1918—1920 годах, работал в Симферопольском театре. В 1920 году был мобилизован в Красную армию и служил в должности заведующего труппой, главного режиссёра и актёра походного театра при 14-й кавалерийской дивизии Первой Конной армии. Некоторое время руководил Таганрогским драматическим театром имени А. П. Чехова, с 1922 года играл во многих театрах СССР (Ростов-на-Дону, Краснодар, Новосибирск и другие).
В 1932 году Леондор вернулся в Ростов-на-Дону и до конца жизни работал актёром (некоторое время главным режиссёром и директором) в Ростовском театре драмы имени М. Горького.
Умер 20 января 1959 года в Ростове-на-Дону, похоронен на Братском кладбище, где в 1961 году ему был установлен бюст.

## Награды
- Заслуженный артист РСФСР (1942).
- Народный артист РСФСР (1947).

## Интересный факт
На горельефе фасада Ростовского театра драмы, в котором работал Григорий Леондор, имеется фигура офицера Добровольческой армии, которого скульптор Сергей Корольков создавал с Леондора.